# مانوليس باباماكاريوس
مانوليس باباماكاريوس (باليونانية: Μανόλης Παπαμακάριος)‏ مواليد 26 أغسطس 1980 في أثينا، هو لاعب كرة سلة يوناني. بدأ مسيرته الاحترافية في سنة 1998. يحمل الرقم 4. يبلغ طوله 6 قدم 3.75 بوصة (1.9 م).

## المسيرة الاحترافية
لعب مع نادي أولمبياكوس لكرة السلة من سنة 2005 إلى 2008، ثم لعب مع سان سباستيان غيبوثكوا بي سي في الدوري الإسباني من سنة 2011 إلى 2013، ثم لعب مع بالونكيستو فوينلابرادا في سنة 2014.

## روابط خارجية
- مانوليس باباماكاريوس على موقع الاتحاد الدولي لكرة السلة (الإنجليزية)
- مانوليس باباماكاريوس على موقع الدوري الأوروبي لكرة السلة (الإنجليزية)
- مانوليس باباماكاريوس على موقع الدوري الإسباني لكرة السلة (الإسبانية)
- مانوليس باباماكاريوس على موقع كرة السلة الأوروبية.كوم (الإنجليزية)
- مانوليس باباماكاريوس على موقع ريلجم (الإنجليزية)
- مانوليس باباماكاريوس على موقع بروبوليرز (الإنجليزية)
- مانوليس باباماكاريوس على موقع سبورتس رفرنس (الإنجليزية)